# Stuart Townend (muzyk)
Stuart Townend (ur. 1963) – brytyjski lider uwielbienia oraz autor hymnów i pieśni z gatunku Praise & worship.
Wśród autorskich pieśni autorstwa Townenda znajdują się takie, jak napisana wraz z Keithem Gettym In Christ Alone z 2002, How Deep The Father's Love For Us, Beautiful Saviour czy The King of Love.

## Dyskografia
- Classical Praise Piano: Come Holy Spirit (1995)
- Say the Word (1997)
- Personal Worship (2001)
- Lord of Every Heart (2002)
- Monument to Mercy (2006)
- The Best of Stuart Townend Live (2007)
- There is a Hope (live) (2008)
- Creation Sings (2009)
- The Journey (2011)
- Ultimate Collection (2012)
- The Paths of Grace (2014)